# Красные листья
«Красные листья» — советский художественный фильм режиссёра Владимира Корш-Саблина, снятый на киностудии «Беларусьфильм» в 1958 году. Премьера картины состоялась 8 декабря 1958 года.

## Сюжет
Действие фильма происходит в Западной Белоруссии, в середине тридцатых годов. В одном из воеводств вспыхнуло восстание, подавленное силами полиции. Уцелевшие дружинники отрядов самообороны находят приют в ближайших лесах.
К товарищам отправляется связной, который после ранения вынужден укрываться на одном из хуторов. В болезненном бреду он раскрывает содержание тайной записки. Нанятый провокатор даёт от его имени признательные показания на суде. Враги считают Андрея Метельского (прототип — Сергей Притыцкий) своим, а свои — врагом.
Переодетый в форму армейского офицера, Андрей проникает в зал суда и стреляет в клеветника. За дерзкое покушение его приговаривают к смертной казни. Тысячи рабочих выходят на демонстрации протеста, требуя отмены несправедливого приговора. Испуганные власти принимают решение о замене наказания.

## В ролях
| Актёр                 | Роль               |
| --------------------- | ------------------ |
| Эдуард Павулс         | Андрей Метельский  |
| Ия Арепина            | Стася Яновская     |
| Михаил Жаров          | Казимир Шипшинский |
| Клара Лучко           | Ядвига Валевская   |
| Евгений Карнаухов     | Григорий Ермалович |
| Геннадий Мичурин      | прокурор           |
| Владимир Чобур        | Лемеш              |
| Владимир Дедюшко      | рыбак              |
| Ростислав Янковский   | Виктор             |
| Николай Бармин        | Стырный            |
| Здислав Стомма        | Снытка             |
| Степан Бирилло        | ксёндз             |
| Константин Адашевский | адвокат            |
| Сергей Карнович-Валуа | Игнацы Мосцицкий   |

## Съёмочная группа
- Авторы сценария: Аркадий Кулешов, Алесь Кучар
- Режиссёр-постановщик: Владимир Корш-Саблин
- Оператор-постановщик: Юлий Фогельман
- Композитор: Николай Крюков
- Художники-постановщики: Владимир Белоусов, Армен Григорьянц
- Текст песни: Я. Хелемский